# Куртујушу Мик (Марамуреш)
Куртујушу Мик (рум. Curtuiușu Mic) насеље је у Румунији у округу Марамуреш у општини Копалник Манаштур. Oпштина се налази на надморској висини од 215 m.

## Становништво
Према подацима из 2002. године у насељу је живело 266 становника, од којих су сви румунске националности.